# 통상손해
통상손해는 민법상 당연히 예상되는 손해를 말하며 그 상황에서 특별한 사유로 인해 발생한 확대손해인 특별손해와 구별된다. 채무불이행으로 인한 손해배상은 통상의 손해를 그 한도로 한다. 임대차 보증금 반환을 지체함으로써 임차인이 입게 되는 손해는, 법원실무상 특별한 사정이 없는 한 민법상 연 5%의 지연이자를 가산하는데 그치고 있다.

## 판례
- 불법행위로 영업용 물건이 멸실된 경우, 이를 대체할 다른 물건을 마련하기 위하여 필요한 합리적인 기간 동안 그 물건을 이용하여 영업을 계속하였더라면 얻을 수 있었던 이익, 즉 휴업손해는 그에 대한 증명이 가능한 한 통상의 손해로서 그 교환가치와는 별도로 배상하여야 하고, 이는 영업용 물건이 일부 손괴된 경우, 수리를 위하여 필요한 합리적인 기간 동안의 휴업손해와 마찬가지라고 보아야 할 것이다.[3]

- 그 임대차 목적물을 대신할 다른 목적물을 마련하기 위하여 합리적으로 필요한 기간 동안 그 목적물을 이용하여 영업을 계속하였더라면 얻을 수 있었던 이익, 즉 휴업손해를 그에 대한 증명이 가능한 통상의 손해로서 배상을 받을 수 있을 뿐이다(그 밖에 다른 대체 건물로 이전하는 데에 필요한 부동산중개료, 이사비용 등은 별론으로 한다)[4]

- 불법행위로 인하여 영업용 건물이 철거해야 할 정도로 파손된 경우 철거 및 신축에 소요되는 기간뿐만 아니라 철거여부에 대한 판단을 위하여 필요한 합리적인 기간 역시 사회통념상 곧바로 철거에 착수할 수 없는 특별한 사정이 인정되는 기간으로서 통상의 손해로서의 휴업손해의 배상이 요구되는 기간에 해당한다[5]

- 견인차 운전자가 사고 지점에 도착하였을 때는 이미 다른 견인차에 의하여 선행 교통사고가 수습되어 사고 차량들이 갓길로 치워져 있었으므로 위 사고 지점에 견인차를 정차시켜 놓을 부득이한 사유가 있는 경우에 해당한다고 할 수 없을 뿐만 아니라, 그 정차 지점이 갓길과 2차로를 절반 가량씩 차지한 상태로 다른 차량의 진행에 방해를 주고 있는 데다가 단순히 경광등과 비상등만을 켜 놓았을 뿐 도로교통법 제61조 및 도로교통법시행규칙 제23조에 규정한 \`고장 등 경우의 표지\`를 해태하였으므로, 견인차 운전자의 이러한 형태의 갓길 정차는 불법 정차에 해당한다 할 것이고, 또한 견인차 운전자로서는 자동차전용도로를 진행하는 차량들이 긴급사태에 대피하거나 빙판에 미끄러지는 등의 돌발사태로 인하여 급하게 갓길쪽으로 진입할 수 있고 이러한 경우 갓길에 정차된 위 견인차와 충돌할 수 있다는 것을 충분히 예상할 수 있었다고 할 것이어서 결국, 견인차 운전자의 불법 정차와 그로 인해 발생한 교통사고 사이에 상당인과관계가 있다.[6]

- 불법행위로 인하여 소유물이 소실되었을 때에는 그 소실당시의 교환가치가, 그 소유물이 훼손되었을 때에는 수선비 또는 감소된 교환가치가 통상의 손해이고 특단의 사정이 없는 한 따로이 장래의 수익상실의 손해를 그 배상액으로 산정할 것이 아니다[7]

- 건물이 훼손된 경우에 있어 그 수리비 외에 언제나 상당한 교환가치의 감소가 따른다는 경험칙이 있다거나 이러한 손해를 통상 예견할 수 있는 것이라고 볼 수는 없다[8]

- 토석의 굴취 또는 절개 등으로 토지가 훼손됨으로써 토지 소유자가 입게 되는 통상의 손해는 훼손된 부분을 원상회복시키는 데 소요되는 비용상당액이라고 할 것이고 그 비용이 과다하거나 원상회복이 사실상 불가능한 때에는 훼손으로 인하여 토지 자체의 교환가치가 감소된 부분이 통상의 손해이다[9]

- 임대차 목적물이 훼손된 경우에 그 수리나 원상복구가 불가능하다면 훼손 당시의 임대차 목적물의 교환가치가 통상의 손해일 것이고 수리나 원상복구가 가능하다면 그 수리비나 원상복구비가 통상의 손해일 것이나 그것이 임대차 목적물의 교환가치가 감소된 부분을 현저하게 넘는 경우에는 특별한 사정이 없는 한 일반적으로 경제적인 면에서 수리나 원상복구가 불능이라고 보아 형평의 원칙상 그 손해액은 임대차 목적물의 교환가치 감소부분 범위 내로 제한되어야 한다[10]

- 불법행위 등으로 인하여 건물이 훼손된 경우, 수리가 가능하다면 그 수리비가 통상의 손해이며, 훼손 당시 그 건물이 이미 내용연수가 다 된 낡은 건물이어서 원상으로 회복시키는 데 소요되는 수리비가 건물의 교환가치를 초과하는 경우에는 형평의 원칙상 그 손해액은 그 건물의 교환가치 범위 내로 제한되어야 할 것이고, 또한 수리로 인하여 훼손 전보다 건물의 교환가치가 증가하는 경우에는 그 수리비에서 교환가치 증가분을 공제한 금액이 그 손해이다[11]

- 수입통관을 마치지 못하고 보세구역에 장치되어 있던 녹용전지의 교환가치는 동일한 물품이라는 이유만으로 이미 국내에서 유통되고 있는 녹용전지의 교환가치인 국내 시가와 같은 것으로 볼 수는 없고, 국제적으로 통용되고 있는 녹용전지의 가격에 수출지로부터 국내 수입항에 들어올 때까지 드는 총 비용을 합한 금액, 즉 도착가격으로 보아야 할 것이므로, 그와 같은 녹용전지가 보세구역에 장치되어 있던 중 불법행위로 인하여 원상회복이 불가능할 뿐 아니라 남은 가치가 없을 정도로 훼손되었다면, 그로 인한 손해는 특별한 사정이 없는 한 녹용전지의 국내 시가가 아니라 위 도착가격을 기준으로 산정하여야 할 것이다[12].

## 같이 보기
- 대한민국 민법 제393조
- 손해배상
- 특별손해
- 위자료

## 참고 문헌
- 뉴스한국 오피니언 2013-07-19 조우성 변호사의 ‘을’을 위한 행진곡- 계약서상 손해배상 조항에 대해 알아 두어야 할 5가지 보관됨 2013-08-18 - 웨이백 머신
- 박영규, 통상손해의 범위, 서울法學 제19권 제3호, 2012년 2월 29일, 71~112면 보관됨 2013-10-14 - 웨이백 머신